# 第4軍 (德國國防軍)
第4軍（德語：IV.Armeekorps）是二战前和二战期间德国國防軍的一個军。

## 历史
第4軍于1934年10月1日在第4军区德累斯顿成立，由德国防衛军第4步兵师扩编而成。
1943年1月31日在斯大林格勒战役中被殲滅，1943年7月20日重新集結。1944年8月，在苏联第二次雅西-奇西瑙攻勢期间，该军再次被殲滅，其指挥官阵亡。1944年10月10日被重新命名为第4装甲军。1944年11月27日被重新命名为統帥堂裝甲軍。